# Saison 1983-1984 du Montpellier Paillade Sport Club
Maillots
Chronologie
Saison précédente Saison suivante
La saison 1983-1984 du Montpellier PSC a vu le club évoluer en Division 2 pour la deuxième saison consécutive.
Le club va connaitre une bonne saison sans pour autant arriver à déranger les intrataitbles marseillais, lyonnais ou encore niçois, d'autant plus que les pailladins vont perdre tous les derbys à la Mosson terminant à la 5e place du groupe A.
Le parcours en Coupe de France est catastrophique et s'arrête au septième tour de la compétition face au modeste AS Libourne, pensionnaire de Division 2 également.

## Déroulement de la saison

### Inter-saison
Alors que les cadres de l'équipe, Jean-Marc Valadier, Bernard Ducuing, Jean-Louis Gasset ou encore Régis Durand sont toujours au club malgré de multiples sollicitations, cette année voit surtout éclore la première génération du Centre de Formation.
En effet, à Jean-Michel Guédé et Gérald Passi déjà issu du centre les saisons précédentes, s'ajoutent le frère de ce dernier Franck Passi, mais également Pascal Baills qui sera un titulaire indiscutable dès sa première saison ainsi que Laurent Blanc tout aussi impressionnant dès son arrivée chez les pros, et plus modestement Kader Ferhaoui et Lionel Cristol.
Les recrues, quant à elles, sont en nombre très limitées, puisque seuls Jean-Pierre Orts qui finira deuxième meilleur buteur du club et Mario Nardelli rejoindront le club, démontrant ainsi la confiance placée par les dirigeants dans ces jeunes. Le tout se fait sous les ordres de Robert Nouzaret, revenu après un bref passage au SR déodatiens et au FC Bourges.

### Championnat
Cette saison en championnat est plus que satisfaisante, même si la montée n'est pas au rendez-vous. En effet, dans un groupe qui compte la présence de l'Olympique lyonnais, l'Olympique de Marseille et de l'OGC Nice, tous trois grand favori pour la montée en Division 1, les Pailladins ne se laissent pas distancer et tiennent largement la comparaison. De plus, cette saison est celle des derbys avec la présence dans le groupe du FC Sète, de l'AS Béziers ou de l'Olympique d'Alès.
La course à la montée est très serrée, mais les marseillais, encouragés par plus de 50 000 supporters sont irrésistibles. De plus, les trois défaites enregistrées contre les trois prétendants, sans compter les derbys perdus à la Mosson, pèsent lourd dans la balance en deuxième partie de saison et l'équipe finit à la cinquième place.

### Coupes nationales
Une nouvelle fois, la Coupe de France ne sourit pas aux Héraultais puisque le club est éliminé par l'AS Libourne, autre pensionnaire de Division 2 dès le 7e tour de la compétition.

## Joueurs et staff

### Transferts
| Été 1983           |               |                                |                        |            |
| Nom                | Nationalité   | Transfert                      | Provenance/Destination | Division   |
| Arrivées           |               |                                |                        |            |
| Lionel Cristol     | France        | Premier contrat pro            |                        |            |
| Pascal Baills      | France        | Premier contrat pro            |                        |            |
| Franck Passi       | France        | Premier contrat pro            |                        |            |
| Kader Ferhaoui     | Algérie       | Premier contrat pro            |                        |            |
| Jean-Pierre Orts   | France        | Transfert                      | Stade français         | Division 2 |
| Laurent Blanc      | France        | Premier contrat pro            |                        |            |
| Mario Nardelli     | France        | Transfert                      | Angoulême CFC          | Division 2 |
| Départs            |               |                                |                        |            |
| Bernard Mayot      | France        | Fin de contrat (Retraite)      |                        |            |
| Daniel Zorzetto    | France        | Transfert                      | Stade de Reims         | Division 2 |
| Faouzi Mansouri    | Algérie       | Transfert                      | FC Mulhouse            | Division 2 |
| Jacques Santini    | France        | Transfert                      | CA Lisieux             | Division 3 |
| Mama Ouattara      | Côte d'Ivoire | Transfert                      | Olympique Avignon      | Division 3 |
| Roger Baltimore    | France        | Transfert                      | RC France              | Division 2 |
| Retours de prêt    |               |                                |                        |            |
| Patrick Rey        | France        | Expiration de la durée de prêt | Lille OSC              | Division 1 |
| Gilbert Marguerite | France        | Expiration de la durée de prêt | OGC Nice               | Division 2 |

| Changement d'entraineur (1er juillet 1985) |             |                     |                        |          |
| Nom                                        | Nationalité | Transfert           | Provenance/Destination | Division |
| Arrivées                                   |             |                     |                        |          |
| Robert Nouzaret                            | France      | Transfert           | FC Bourges             | CFA      |
| Départs                                    |             |                     |                        |          |
| Jacques Bonnet                             | France      | Changement de poste |                        |          |

## Rencontres de la saison

### Division 2
| Tour       | Adversaire             | Lieu | Résultat | Buteurs du MPSC                                                        |
| Journée 1  | CS Louhans-Cuiseaux    | Dom. | 2-1      | Jean-Pierre Orts · Jean-Michel Guédé                                   |
| Journée 2  | RC Franc-Comtois       | Ext. | 0-4      | -                                                                      |
| Journée 3  | Olympique d'Alès       | Dom. | 3-3      | Jean-Pierre Orts · Bernard Ducuing · Patrick Soria                     |
| Journée 4  | FC Martigues           | Ext. | 0-0      | -                                                                      |
| Journée 5  | AS Libourne            | Dom. | 2-1      | Jean-Michel Guédé · Jean-Pierre Kern                                   |
| Journée 6  | AS Angoulême           | Ext. | 2-1      | Gérald Passi · Jean-Michel Guédé                                       |
| Journée 7  | FC Villefranche        | Dom. | 7-2      | Bernard Ducuing · Jean-Pierre Kern · Jean-Michel Guédé · Patrick Soria |
| Journée 8  | FC Sète                | Ext. | 0-0      | -                                                                      |
| Journée 9  | AS Cannes              | Dom. | 4-1      | Jean-Michel Guédé · Patrick Soria · Sandor Zombori                     |
| Journée 10 | FC Grenoble Dauphiné   | Ext. | 1-1      | Sandor Zombori                                                         |
| Journée 11 | FC Gueugnon            | Dom. | 1-1      | Jean-Pierre Kern                                                       |
| Journée 12 | Limoges FC             | Ext. | 0-1      | -                                                                      |
| Journée 13 | Olympique de Marseille | Dom. | 2-1      | Jean-Marc Valadier · (c.s.c.) Gilles                                   |
| Journée 14 | AS Béziers             | Ext. | 3-2      | Jean-Pierre Kern · Sandor Zombori                                      |
| Journée 15 | Olympique lyonnais     | Dom. | 0-0      | -                                                                      |
| Journée 16 | CS Thonon              | Ext. | 1-3      | Gérald Passi                                                           |
| Journée 17 | OGC Nice               | Dom. | 2-2      | Jean-Pierre Orts · Jean-Pierre Kern                                    |
| Journée 18 | La Roche sur Yon VF    | Ext. | 4-0      | Jean-Pierre Kern · Jean-Marc Valadier · Sandor Zombori                 |
| Journée 19 | RC Franc-Comtois       | Dom. | 4-2      | Jean-Pierre Kern · Jean-Marc Valadier · Jean-Pierre Orts               |
| Journée 20 | Olympique d'Alès       | Ext. | 1-1      | Jean-Pierre Orts                                                       |
| Journée 21 | FC Martigues           | Dom. | 1-2      | Sandor Zombori                                                         |
| Journée 22 | AS Libourne            | Ext. | 2-1      | Jean-Michel Guédé                                                      |
| Journée 23 | AS Angoulême           | Dom. | 2-1      | Jean-Marc Valadier · Jean-Pierre Kern                                  |
| Journée 24 | FC Villefranche        | Ext. | 0-0      | -                                                                      |
| Journée 25 | FC Sète                | Dom. | 0-1      | -                                                                      |
| Journée 26 | AS Cannes              | Ext. | 1-1      | Jean-Pierre Kern                                                       |
| Journée 27 | FC Grenoble Dauphiné   | Dom. | 2-0      | Régis Durand · Jean-Pierre Orts                                        |
| Journée 28 | FC Gueugnon            | Ext. | 1-0      | Jean-Pierre Orts                                                       |
| Journée 29 | Limoges FC             | Dom. | 1-0      | Jean-Pierre Kern                                                       |
| Journée 30 | Olympique de Marseille | Ext. | 1-4      | Jean-Pierre Kern                                                       |
| Journée 31 | AS Béziers             | Dom. | 0-1      | -                                                                      |
| Journée 32 | Olympique lyonnais     | Ext. | 0-2      | -                                                                      |
| Journée 33 | CS Thonon              | Dom. | 2-0      | Pascal Baills · Jean-Marc Valadier                                     |
| Journée 34 | OGC Nice               | Ext. | 1-2      | Sandor Zombori                                                         |
| Journée 35 | La Roche sur Yon VF    | Dom. | 3-1      | Jean-Pierre Orts                                                       |
| Journée 36 | CS Louhans-Cuiseaux    | Ext. | 1-1      | Bernard Ducuing                                                        |

### Coupe de France
| Tour    | Adversaire                              | Lieu | Résultat | Buteurs du MPSC                                                                                |
| 6e tour | Olympique Florensac (Division inconnue) | Ext. | 7-1      | Sandor Zombori · Jean-Pierre Kern · Jean-Michel Guédé · Christophe Garcia · Jean-Marc Valadier |
| 7e tour | AS Libourne (Division 2)                | Ext. | 0-1      | -                                                                                              |

## Statistiques

### Statistiques collectives
| Compétition     | Débute au tour | Place ou tour final | Matches joués | Gagnés | Nuls | Perdus | Buts pour | Buts contre | Différence |
| Division 2      | -              | 5e                  | 36            | 16     | 11   | 9      | 57        | 43          | +14        |
| Coupe de France | 6e tour        | 7e tour             | 2             | 1      | 0    | 1      | 7         | 2           | +5         |
| Total           | -              | -                   | 38            | 17     | 11   | 10     | 64        | 45          | +19        |

### Statistiques individuelles
| Nat. | Nom      | Division 2 | Division 2  | Division 2 | Division 2   | Coupe de France | Coupe de France | Coupe de France | Coupe de France | Total | Total       | Total  | Total        |
| Nat. | Nom      | M.j.       | But inscrit | Averti     | Carton rouge | M.j.            | But inscrit     | Averti          | Carton rouge    | M.j.  | But inscrit | Averti | Carton rouge |
|      | Deplagne | 36         | 0           | 0          | 0            | -               | -               | -               | -               | 36    | 0           | 0      | 0            |
|      | Huc      | 0          | 0           | 0          | 0            | -               | -               | -               | -               | 0     | 0           | 0      | 0            |
|      | Cristol  | 3          | 0           | 0          | 0            | -               | -               | -               | -               | 3     | 0           | 0      | 0            |
|      | Baills   | 12         | 1           | 0          | 0            | -               | -               | -               | -               | 12    | 1           | 0      | 0            |
|      | Durand   | 27         | 1           | 0          | 1            | -               | -               | -               | -               | 27    | 1           | 0      | 1            |
|      | Toutain  | 17         | 0           | 0          | 0            | -               | -               | -               | -               | 17    | 0           | 0      | 0            |
|      | Alleman  | 14         | 0           | 0          | 0            | -               | -               | -               | -               | 14    | 0           | 0      | 0            |
|      | Garcia   | 1          | 0           | 0          | 0            | -               | -               | -               | -               | 1     | 0           | 0      | 0            |
|      | Passi    | 18         | 0           | 0          | 0            | -               | -               | -               | -               | 18    | 0           | 0      | 0            |
|      | Passi    | 28         | 2           | 0          | 0            | -               | -               | -               | -               | 28    | 2           | 0      | 0            |
|      | Massol   | 0          | 0           | 0          | 0            | -               | -               | -               | -               | 0     | 0           | 0      | 0            |
|      | Gasset   | 36         | 0           | 0          | 0            | -               | -               | -               | -               | 36    | 0           | 0      | 0            |
|      | Ferhaoui | 1          | 0           | 0          | 0            | -               | -               | -               | -               | 1     | 0           | 0      | 0            |
|      | Zombori  | 33         | 7           | 0          | 0            | -               | -               | -               | -               | 33    | 7           | 0      | 0            |
|      | Ducuing  | 34         | 3           | 0          | 0            | -               | -               | -               | -               | 34    | 3           | 0      | 0            |
|      | Valadier | 23         | 5           | 0          | 1            | -               | -               | -               | -               | 23    | 5           | 0      | 1            |
|      | Guédé    | 22         | 8           | 0          | 1            | -               | -               | -               | -               | 22    | 8           | 0      | 1            |
|      | Kern     | 31         | 15          | 0          | 0            | -               | -               | -               | -               | 31    | 15          | 0      | 0            |
|      | Orts     | 23         | 11          | 0          | 0            | -               | -               | -               | -               | 23    | 11          | 0      | 0            |
|      | Blanc    | 20         | 0           | 0          | 0            | -               | -               | -               | -               | 20    | 0           | 0      | 0            |
|      | Nardelli | 27         | 0           | 0          | 0            | -               | -               | -               | -               | 27    | 0           | 0      | 0            |
|      | Soria    | 11         | 3           | 0          | 0            | -               | -               | -               | -               | 11    | 3           | 0      | 0            |

### Autres statistiques
| Meilleurs buteurs \| Joueur \| Total \| \| Jean-Pierre Kern \| 15 \| \| Jean-Pierre Orts \| 11 \| \| Jean-Michel Guédé \| 8 \| \| Sandor Zombori \| 7 \| \| Jean-Marc Valadier \| 5 \| \| Bernard Ducuing \| 3 \| \| Patrick Soria \| 3 \| \| Gérald Passi \| 2 \| \| Pascal Baills \| 1 \| \| Régis Durand \| 1 \| | Equipe type de la saison Deplagne Baills Durand Toutain Alleman Gasset Ducuing Zombori Kern Nardelli Orts D'après les temps de jeu à leur poste. |  |
| Joueur | Total |  |
| Jean-Pierre Kern | 15 |  |
| Jean-Pierre Orts | 11 |  |
| Jean-Michel Guédé | 8 |  |
| Sandor Zombori | 7 |  |
| Jean-Marc Valadier | 5 |  |
| Bernard Ducuing | 3 |  |
| Patrick Soria | 3 |  |
| Gérald Passi | 2 |  |
| Pascal Baills | 1 |  |
| Régis Durand | 1 |  |

Buts
- Premier but de la saison :   Jean-Pierre Orts contre le CS Louhans-Cuiseaux lors de la 1re journée de championnat
- Premier doublé :    Jean-Michel Guédé contre l'AS Cannes lors de la 9e journée de championnat
- Premier triplé :     Jean-Pierre Orts contre La Roche sur Yon VF lors de la 35e journée de championnat
- Premier quadruplé :      Jean-Pierre Kern contre le FC Villefranche lors de la 7e journée de championnat
- Plus grande marge : 6 buts (marge positive) 7-1 contre l'Olympique Florensac lors du 6e tour de la coupe de France
- Plus grand nombre de buts dans une rencontre : 9 buts 7-2 contre le FC Villefranche lors de la 7e journée de championnat